# れい&ゆいのホームランラジオ!
『れい&ゆいのホームランラジオ!』（れいアンドゆいのホームランラジオ!）は、2015年4月12日からインターネット配信を行っているラジオ番組である。パーソナリティは松嵜麗と渡部優衣。略称は「ホムラジ」。2020年9月25日までは文化放送超!A&G+でも配信されており、『れい&ゆいの文化放送ホームランラジオ!』（れいアンドゆいのぶんかほうそうホームランラジオ!）として配信されていた。
本記事では関連番組である『かな&あいりのパっとUP』（かなアンドあいりのパっとアップ）及び、『りか＆まこの文化放送ホームランラジオ! スタDON』（りかアンドまこのぶんかほうそうホームランラジオ! スタドン）についても触れる。

## 番組概要
声優業界屈指のプロ野球好きで東京ヤクルトスワローズファンである松嵜麗と阪神タイガースファンである渡部優衣がパーソナリティを務める全編動画付きの野球バラエティ声優ラジオ番組。また番組の一部で行われる番組内実況として文化放送プロ野球中継の実況アナウンサーであり「アニメチックアナウンサー長谷川のび太」としても活動している長谷川太が実況を担当している。
番組名は文化放送で週末に放送されていたプロ野球中継『文化放送ホームランナイター』から取られている。
超!A&G+の他にニコニコ生放送の「あみあみチャンネル『れい&ゆいの文化放送ホームランラジオ!』」でも配信されており、チャンネル会員限定としておまけ配信の「延長戦」と過去配信のアーカイブが視聴可能である。
開始当初は30分の収録番組だったが、2015年10月より生配信に移行し1時間に拡大、フロート番組として『文化放送ホームランラジオ! パっとUP』が開始した。2016年4月からは『パっとUP』が独立、単独番組に移行し、新たにフロート番組『りか&まこの文化放送ホームランラジオ! スタDON』が開始したが、2017年4月に『スタDON』も独立、単独番組に移行した。
2020年9月11日配信分において同年9月25日配信分を以て文化放送超!A&G+での配信を終了することが告知され、2020年10月以降はニコニコ生放送のあみあみチャンネルのみで番組を継続することとなった。同時に番組タイトルから「文化放送」が外れ、「れい&ゆいのホームランラジオ!」に改題して配信が継続されることとなった。
2022年4月より『かな&あいりのパっとUP』と月2回の隔週配信に移行。
なお、かつて毎日放送で放送されていた『情報どっか〜んライブ!ホームランラジオ』とは無関係である。
配信時間
文化放送超!A&G+
- 2015年4月12日 - 2015年10月4日

毎週日曜日 2:30 - 3:00（土曜深夜。リピート配信: 火曜日 6:00 - 6:30）
- 2015年10月9日 - 2020年9月25日

毎週金曜日 22:00 - 23:00 （リピート配信: 月曜日 10:00 - 11:00）
ニコニコ生放送
- 2015年4月13日 - 2015年10月5日

毎週月曜日 22:00 - 22:30（本配信のリピート配信）
- 2015年10月9日 - 2020年9月25日

毎週金曜日 22:00 - 23:00（サイマル配信） 
- 2020年10月2日 - 2020年12月25日

毎週金曜日 22:00 - 23:00
- 2021年1月8日 - 2022年3月25日

毎週金曜日 21:30 - 22:30
- 2022年4月8日 - 

第2・第4金曜日 21:30 - 22:30
YouTube Live
- 2020年10月2日 - 2020年12月25日

毎週金曜日 22:00 - 22:30（本編のみ）
- 2021年1月8日 - 2022年3月25日

毎週金曜日 21:30 - 22:00（本編のみ）
- 2022年4月8日 - 

第2・第4金曜日 21:30 - 22:30
パーソナリティ
- 松嵜麗（東京ヤクルトスワローズファン）
- 渡部優衣（阪神タイガースファン）

番組内実況・「週刊ミッドナイター」パーソナリティ
- 長谷川太（文化放送アナウンサー）

「セぽると」キャスター
- 八木菜緒（BS11アナウンサー・元文化放送アナウンサー、2017年4月 - ）
  - 2017年度はライオンズナイタースタジオ担当日のみ出演[7]。BS11へ移籍した2018年度からは不定期出演。

## 番組コーナー
メールが採用されたリスナーには採用された順番に番組から背番号が進呈される。背番号の有効期限は1シーズンのみとなっている。
松嵜麗／渡部優衣いれコミ情報
番組開始と同時にパーソナリティが制限時間1分間で応援球団の魅力や気になったことなどを熱く語るコーナー。担当は週替わりで交代担当している。
ふつおたホームラン/ホムラジ ダックアウト
普通のお便り「ふつおた」メールを紹介するコーナー。紹介したメールの内容はパーソナリティ二人の心を捉えた度合いによってホームラン、ツーベース、シングルヒットなどの判定がなされる。
ホムラジ ダックアウトで配信中に寄せられたつぶやきを紹介する。
長谷川のび太の週刊ミッドナイター
文化放送でプロ野球中継を長年担当している長谷川太が中継で培った野球知識から選りすぐった豆知識を披露したり、リスナーから送られてきた野球に関する疑問を解りやすく解説するコーナー。2016年シーズンは「パっとUP」ダイジェスト版と隔週で交互に配信、2017年シーズンよりフロート番組化。また、2016年シーズンまでは画面中央のワイプで配信され、松嵜・渡邊が視聴しながらコメントする体裁をとっていた。
「パっとUP」「スタDON」ダイジェスト
ニコニコ生放送で配信中の関連番組「パっとUP」・「スタDON」のダイジェスト・最新回予告映像を隔週で配信する。
あみあみ情報局
番組スポンサーであるキャラクター&ホビー通販サイト『あみあみ』（大網株式会社）の通販ランキングや最新おすすめ商品などを伝える情報コーナー。

### シーズンイン期間中（4月 - 10月下旬）
プレイバック!7days
松嵜・渡部の応援球団である阪神・ヤクルトの一週間の試合結果を2人の近況と合わせて振り返る。
代理パーソナリティを迎えた場合は代理パーソナリティが応援している球団の試合結果に差し替え。
HRR(ホムラジ) NEWS NETWORK CEPORT（セぽると）
パーソナリティの主観で、配信当日のプロ野球試合結果速報などプロ野球に関するニュースを伝えるコーナー。シーズンイン中のコーナー後半はリスナーから寄せられた、配信日に行われた試合のレポートを紹介する。コーナー名はフジテレビ系列で放送されていたスポーツ番組「すぽると!」及びスポーツ番組枠「スポーツLIFE HERO'S」から。

### シーズンオフ期間中（11月 - 翌年3月）
特集企画
プロ野球の最新情報を交えながら、プロ野球球団ファン声優をゲストに迎えてのトークやテーマメール紹介など、プロ野球に関する企画を行う
今週のピックアップ・セパ
セ・リーグ、パ・リーグの球団を1つ取り上げ、リスナーから寄せられた球団情報や豆知識を紹介し、さらに、球団の応援企画を行う。
特集企画の1つとして、不定期に実施。2016年シーズンはシーズンイン期間中にもほぼ毎週配信していた。

### 過去のコーナー
明日をキャッチ!女子力ノック
普段から野球のことばかり考えておろそかになっているであろうパーソナリティ二人の女子力を磨く特訓コーナー。設定されたシチュエーションをテーマにリスナーから場面に合うセリフを募集し、その回答に対して二人が女子らしく答えていく。収録時代の2015年シーズンで配信。生配信移行後は、特集企画の1つとして、不定期に実施
熱闘紅白戦
リスナーから募集した対決テーマに対してパーソナリティ二人が挑んでいく対戦コーナー。先に4勝した方が勝者となり勝者には何か良いことがあると告知されている。収録時代の2015年シーズンで配信。

## ゲスト
- 2015年5月17日（第6回） - 立花理香
- 2015年5月31日（第8回） - 原由実（阪神ファン）
- 2015年6月14日（第10回） - 高橋美佳子（北海道日本ハムファイターズファン）
- 2015年6月28日（第12回） - 杜野まこ
- 2015年7月12日（第14回） - 藤田咲（福岡ソフトバンクホークスファン）
- 2015年8月23日（第20回） - 優木かな
- 2015年9月6日（第22回） - 永野愛理
- 2015年9月13日（第23回） - 沼倉愛美
- 2015年10月23日（第29回） - 藤田咲
- 2015年11月20日（第33回） - 杜野まこ・立花理香
- 2015年12月11日（第36回） - 飯田友子（ヤクルトファン）
- 2015年12月18日（第37回）- 高橋美佳子
- 2015年12月25日（第38回）- 立花理香[注 4]
- 2016年1月1日（第39回） - 西森梨花（オリックスファン）[注 5]・藤田咲・野中藍（ソフトバンクファン）[注 6]
- 2016年1月15日（第41回） - 桃井はるこ（ヤクルトファン）
- 2016年1月22日（第42回） - 長谷川太（文化放送アナウンサー）
- 2016年2月5日（第44回） - 西森梨花[注 7]
- 2016年2月19日（第46回） - 杜野まこ・立花理香[注 8]
- 2016年3月11日（第49回） - 佳村はるか[注 9]
- 2016年6月17日（第63回） - 金田朋子（読売ジャイアンツファン）
- 2016年8月12日（第71回） - キビタキビオ（廣済堂出版「野球太郎」ライター） - メッセージ出演
- 2016年9月9日（第75回） - 杜野まこ
- 2016年9月16日（第77回） - 立花理香
- 2016年12月2日（第87回） - 長谷川太
- 2016年12月23日（第90回） - 永野愛理[注 4]
- 2017年2月10日（第97回） - 長谷川太（電話出演）
- 2017年2月17日（第98回） - 中村温姫（読売ジャイアンツファン）
- 2017年2月24日（第99回） - 長谷川太、八木菜緒（文化放送アナウンサー）[注 10]
- 2017年3月3日（第100回） - 優木かな・永野愛理・長谷川太（以上メッセージ出演）、内田真礼（福岡ソフトバンクホークスファン）[注 11]
- 2017年3月10日（第101回） - 桃井はるこ[注 12]
- 2017年6月2日（第113回） - 佳村はるか（埼玉西武ライオンズファン）[注 13]
- 2017年6月9日（第114回） - 永野愛理[注 14]
- 2017年6月30日（第117回） - 中村温姫[注 15]
- 2017年8月4日（第122回） - 優木かな
- 2017年10月13日（第132回） - 杜野まこ
- 2017年12月22日（第142回） - 長谷川太・八木菜緒
- 2017年12月29日（第143回） - 高橋美佳子
- 2018年4月6日（第157回） - 優木かな
- 2018年4月20日（第159回） - 永野愛理
- 2018年6月8日（第166回） - 珠宮夕貴（中日ドラゴンズファン）
- 2018年6月22日（第168回） - 西森梨花
- 2018年7月6日（第170回） - 高橋美佳子
- 2018年7月20日（第172回） - 桃井はるこ
- 2018年10月5日（第183回） - 中村温姫
- 2018年10月12日（第184回） - 優木かな
- 2018年11月9日（第188回） - 長谷川晶一（スポーツライター）
- 2018年11月30日（第191回） - 佳村はるか
- 2018年12月21日（第194回） - 長谷川太・八木菜緒
- 2018年12月28日（第195回） - 高橋美佳子
- 2019年2月22日（第203回） - 杜野まこ
- 2019年3月15日（第206回） - 長尾みなみ（サンケイスポーツヤクルト担当カメラマン）
- 2019年4月19日（第211回） - 山戸英州（夕刊フジ記者）
- 2019年4月26日（第212回） - 永井真里子（横浜DeNAベイスターズファン）
- 2019年5月17日（第215回） - 柏原竜二（元陸上競技選手、北海道日本ハムファイターズ・読売ジャイアンツファン）・八木菜緒
- 2019年5月25日（第216回） - 今浪隆博（元プロ野球選手）

## イベント
- 2015年5月30日 - ヤクルト球団「戸田球場体験イベント」（スワらしい時間とのコラボレーション企画で、桃井はるこ、岩崎征実も参加）。
- 2015年7月26日 - ワンダーフェスティバル2015[夏]において初の公開録音。
- 2015年10月17日 - アニ玉祭の屋外イベントステージにてトークイベント。松嵜・渡部・優木と本来出演予定になかった永野も出演[注 16]。
- 2015年12月23日 - 『HoundRadions ファンミーティング 2015』(場所 Mt.RAINIER HALL SHIBUYA PLEASURE PLEASURE) 第1部ではレギュラーメンバー4人が出演。第2部では永野の代わりに西森梨花が出演。
- 2016年2月7日 - ワンダーフェスティバル2016[冬]においてトークイベント開催。本来は松嵜・優木の出演予定だったが松嵜がインフルエンザと判明し立花理香に変更され、さらに優木も同様にインフルエンザと判明し杜野まこに変更され、当初の予定メンバーが出ない異常事態になった。
- 2016年3月19日 - 『ホームランラジオ! オールスターゲーム2016』（場所：よみうりランド日テレらんらんホール）ゲスト:立花理香、杜野まこ、藤田咲、高橋美佳子、桃井はるこ。
- 2016年4月29日 - 文化放送メディアプラス1階のオープンスタジオ「サテライトプラス」から公開生配信。
- 2016年6月8日 - 楽天Koboスタジアム宮城イーグルスドームにおいて「文化放送ホームランラジオ!in東北楽天ゴールデンイーグルス×Wake Up, Girls!スペシャルトークイベント&ハイタッチ会」を開催（楽天球団とWake Up, Girls!のコラボ企画に加わる。レギュラー陣とWUGが出演（永野はWUG側で参加））。
  - イベント終了後、コミュニティFM局Rakuten.FM TOHOKUのラジオ番組「Day 891」に松嵜、渡部、優木の3人がゲスト出演している[10]

## 遠征企画（ロケ）
- 2015年6月22日（第11回） ： 西武プリンスドーム - 試合観戦、山田哲人・栗山巧へのインタビューを実施。
- 2015年9月26日（第25回）・10月3日（第26回） ：阪神甲子園球場 - 今成亮太へのインタビューを実施
- 2016年2月21日（第46回）：阪神とヤクルト沖縄春季キャンプ
渡部は一足早く金曜に沖縄入りし、第45回配信は松嵜のみがスタジオで渡部は沖縄から配信する変則スタイルになった。ヤクルトキャンプ地では石川雅規・館山昌平・中村悠平・川端慎吾・原樹理、高津臣吾投手コーチにインタビューを実施。本配信ではカットされている部分があり会員限定で完全版が観られる形になっている。
- 2016年5月27日（第60回）：全編ロケではないが1コーナーで、交流戦を前にサンケイスポーツ協力の下、松嵜が伊藤智仁投手コーチと真中満監督へインタビューするシーンが公開された。取材の模様についてはサンケイスポーツ発行の「月刊丸ごとスワローズ」に掲載されている（紙面では川端慎吾へのインタビューも掲載）。

## 関連番組

### かな&あいりの文化放送ホームランラジオ! パっとUP
配信枠が1時間へ拡大したことによって2015年10月9日から始まったパシフィック・リーグ専門のフロート番組。パーソナリティは共にパ・リーグ球団のファンである優木かなと永野愛理が務める。フロート番組時代の番組名は『文化放送ホームランラジオ!パっとUP』で、文化放送のナイターオフ番組及びNRN系列のナイターシーズン中の予備番組枠『SET UP!!』から取られている。
2016年4月1日をもってフロート番組としての配信を終了、同月11日よりパーソナリティ2人の名前を冠した番組名に変更し、独立した番組としてニコニコ生放送の専用チャンネルで配信を開始し、この回より「延長戦」も開始するほか、「週刊ミッドナイター」と交互に隔週でダイジェスト版を『ホームランラジオ』で配信する。2017年1月より毎月1回『超!A&G+スペシャル』枠にて金曜16:00-17:00での生配信を開始。2018年4月10日より火曜20:00 - 21:00の毎週生配信に変更されている。なお優木・永野のどちらかがスケジュールの都合上生配信に出演できない場合は、代打パーソナリティを起用することがある。
2020年10月6日配信分よりタイトルが改題され、当番組は「文化放送」に加えて「ホームランラジオ」の語句も外れた「かな&あいりのパっとUP」にタイトルを変更して配信されている（公式には「リニューアル」とされているが、事実上の改題）。
2022年4月より隔週金曜生配信に変更し、『れい&ゆいのホームランラジオ！』と月2回の隔週配信に移行。
配信時間
- 2015年10月9日 - 2016年4月1日

『ホームランラジオ』内フロート番組
翌月曜、チャンネル会員限定で完全版をアーカイブ配信
- 2016年4月11日 -　2018年4月2日

ニコニコ生放送 毎週月曜日 22:30 - 23:00
隔週で『ホームランラジオ』内でダイジェスト版を配信
- 2018年4月9日 - 9月25日

ニコニコ生放送 毎週火曜日 20:00 - 21:00
隔週で『ホームランラジオ』内でダイジェスト版を配信継続
- 2018年10月2日　- 2022年3月22日

ニコニコ生放送 毎週火曜日 21:00 - 22:00
『ホームランラジオ』内でダイジェスト版を配信継続
YouTube Live 毎週火曜日 21:00 - 21:30（本編のみ）
YouTube・あみあみチャンネルでもアーカイブを配信。
- 2022年4月1日 -

ニコニコ生放送・YouTube Live 第1・第3金曜日 21:30 - 22:30
パーソナリティ
- 優木かな（埼玉西武ライオンズファン）
- 永野愛理（東北楽天ゴールデンイーグルスファン）

代打パーソナリティ
- 2018年4月17日 - 佳村はるか - 永野の欠席による代打・ゲスト[14]。
- 2018年12月11日 - 西森梨花、武田愛奈 - 永野の欠席による代打・ゲスト[15]。
- 2019年6月25日 - 藤田咲 - 永野の欠席による代打・ゲスト[16]。
- 2019年11月12日 - 南早紀 - 永野の欠席による代打・ゲスト[17]。
- 2020年12月8日 - 奥野香耶 - 永野の欠席による代打・ゲスト[18]。

#### 主なコーナー
パ・リーグ最前線
配信までの1週間にパ・リーグで起こった出来事を取り上げる。
世界に届け!パ・リーグ ガイドブック
パ・リーグの魅力を世界に広めるため「もしもパ・リーグのガイドブックがあったら」をテーマに百科事典的のガイドブックを妄想するコーナー。
ガイドブックに載せるべきだと思うパ・リーグの魅力的な事柄を「単語」と「意味」に分けて募集し、パーソナリティの二人が採用、不採用のジャッジをする。
今週のパッとご意見番
延長戦のみのコーナー。パーソナリティの二人が一週間を通して感じた推し球団の「喝」または「あっぱれ」な出来事をご意見番的に紹介する。

#### 過去のコーナー
心で語る パ・リーグかるた
独立後から開始。カルタの読み札に使えるパ・リーグのあるあるネタを募集する。

#### ゲスト
- 2016年4月27日（第30回） - 藤田咲
- 2016年5月16日（第32回） - 西森梨花
- 2016年9月5日（第48回） - 高橋美佳子
- 2016年10月3日（第52回） - 西森梨花
- 2016年10月10日（第53回） - 藤田咲

### りか&まこの文化放送ホームランラジオ! スタDON
『パっとUP』の後番組として2016年4月8日より開始したフロート番組。 パーソナリティの立花理香と杜野まこが毎週野球にまつわる場所をまわりリポートする、ロケ主体の番組となっている。なお、2017年4月7日分を持ってホームランラジオ内包から卒業。2017年4月12日よりニコニコ生放送のあみあみチャンネルにて毎週水曜22:30-23:00で独立番組として配信に変更される。
さらに2018年4月より「超!A&G+スペシャル」枠にて月1生配信を開始したが、同年9月28日をもって終了した。
配信時間
- 2016年4月8日 - 2017年4月7日

『ホームランラジオ』内フロート番組
翌月曜、チャンネル会員限定でロケ単位でまとめた完全版をアーカイブ配信
- 2017年4月12日 -　5月23日

ニコニコ生放送 毎週水曜日 22:30 - 23:00
隔週で『ホームランラジオ』内でダイジェスト版を配信
- 2017年5月30日 - 2018年3月27日

ニコニコ生放送 毎週水曜日 23:30 - 木曜日 0:00（延長される場合あり）
隔週で『ホームランラジオ』内でダイジェスト版を配信継続。
- 2018年4月3日 - 8月15日

ニコニコ生放送　毎週水曜日　23:30 - 木曜日　0:00（延長される場合あり）
超!A&G+スペシャルにて月1生配信（基本は毎月最終金曜日の16:00 - 17:00、土曜朝･日曜朝にリピート枠あり。）
YouTube Live　毎週水曜日　23:30 - 木曜日　0:00（延長される場合あり）
- 2018年8月22日 - 9月28日

ニコニコ生放送　毎週水曜日　23:30 - 木曜日　0:00（延長される場合あり）
超!A&G+スペシャルにて月1生配信（8月は31日ではなく24日の金曜16:00 - 17:00に生放送。）
YouTube Live 毎週水曜日　23:30 - 木曜日　0:00（延長される場合あり）
YouTube・あみあみチャンネルでもアーカイブを配信。
パーソナリティ
- 立花理香（広島東洋カープ・オリックス・バファローズファン）
- 杜野まこ（東北楽天ゴールデンイーグルス・横浜DeNAベイスターズファン）